# Homunculus
Termen homunculus, ibland homonculus, (plural homonculi) syftar på "liten människa".

## Inom folktro
Ordet verkar ha använts först hos Paracelsus, läkare och alkemist född 1493, som påstod sig ha tillverkat en sådan. Enligt beskrivningen var den ca. 30 cm. hög, utförde enkla befallningar ungefär som en golem men vände sig efter ett tag mot sin skapare och rymde. 
Under 1600-talet kom ordet åter i bruk i diskussioner om hur graviditet och ärftlighet fungerar. De så kallade "spermisterna" upptäckte spermier men trodde att det var små, små människor som rörde sig. Enligt dem förklarades livets uppkomst i graviditet inte genom konception av en ny levande varelse, utan av att en redan färdigbildad men otroligt liten homunculus överfördes från mannen för att mogna i kvinnans livmoder.
Enligt en liknande teori från 1700-talet finns en homunculus redan i den obefruktade äggcellen.
Motståndarna invände då att i så fall borde åtminstone varje manlig homunculus bära med sig ett förråd av ännu mindre homonculi i sin pung, som i sin tur bar ännu mindre homoculi och så vidare, tills storleken blev oändligt liten.
Försvararna menade att detta åtminstone förklarade arvssynden, eftersom alla människor hade varit närvarande vid syndafallet i form av homonculi (inuti homonculi) genom Adam.

## Modern användning
I modern tid används termen bland annat inom psykologi och i medvetandefilosofi. Det förekommer också i sin ursprungliga betydelse som en liten, tillverkad varelse inom bland annat rollspel och datorspel. 

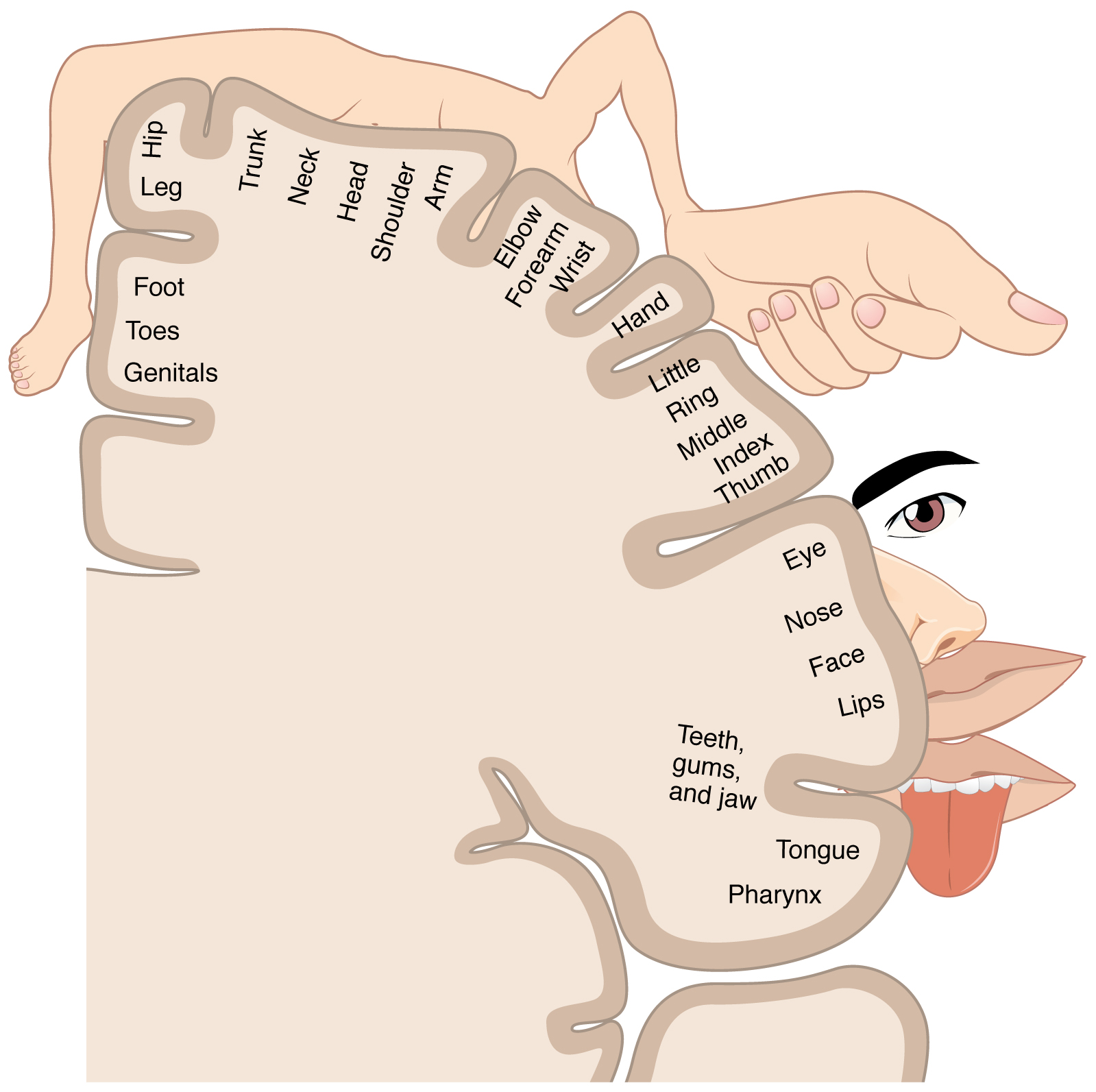
En karta som visar vilka stimuli som hanteras var i hjärnbarken.

### Biologi
Det upptäcktes relativt tidigt att vissa områden i hjärnan är direkt styrande för en specifik funktion i kroppen. En begränsad skada i hjärnans motoriska centrum för kan därför slå ut en mycket specifik funktion i kroppens rörelseschema. Dessa centra är placerade så att de till viss del efterliknar kroppens anatomi, där den del som styr en hand sitter i anslutning till den del som kontrollerar armen, som i sin tur är placerad intill axelns kontrollcentrum och så vidare. Redan hos Freud beskrivs detta som en förvriden och förminskad bild av människan, en homunculus som: "...står på huvudet i cortex, sträcker upp fötterna, vänd bakåt..." (S. Freud, Das Ich und Das Es, 1923).
Dr. Wilder Penfield upptäckte att det samma gäller för de sensoriska centrum som representerar vår kroppsuppfattning. De motoriska centra ligger framför hjärnans centralfåra, de sensoriska centra ligger bakom den. 
De två homonculi, den sensoriska och den motoriska, ser inte exakt likadana ut. Ibland har vi tillgång till fler känselnerver i ett område, vilket innebär att det får större sensoriska centra, och ibland har vi bättre finmotorik vilket kräver större motoriska centra.

### Medvetandefilosofi
Medvetandefilosofi sysslar med att bestämma vad medvetande är. Richard Gregory introducerade 1987 det så kallade "homunculus fallacy"-argumentet. Det går ut på att alla försök att förklara medvetande som i praktiken bara flyttar medvetandeförmågan är felaktigt och ofullständigt. 
Ett exempel är att förklara seende genom att beskriva ögonen som insläpp för ljus som fångas upp av tappar och stavar och förs via synnerven till hjärnan som observerar. Det beskriver en process där information överförs, men det förklarar inte hur varseblivningen går till. Det flyttar bara den punkt där vi antar att "något" ser, men förklarar inte vad detta "något" är. Det hjälper inte heller att sätta en etikett som "medvetandet" och säga att "medvetandet ser informationen från ögonen", eftersom det inte förklarar hur medvetandet "ser". "Medvetandet" är i den förklaringen som en liten homunculus inuti hjärnan som utför alla viktiga funktioner - men vi förklarar inte hur denna homunculus fungerar.